# Attente passive
 (novembre 2023).
Si vous disposez d'ouvrages ou d'articles de référence ou si vous connaissez des sites web de qualité traitant du thème abordé ici, merci de compléter l'article en donnant les références utiles à sa vérifiabilité et en les liant à la section « Notes et références ».
En génie logiciel, l’attente passive est une technique de programmation que les processus peuvent utiliser pour attendre un accès à une ressource partagée.

## Fonctionnement
L'attente passive est à comparer à l'attente active. Lorsqu'un thread souhaite acquérir un mutex, il arrive soit à l'acquérir, soit il doit attendre pour pouvoir y arriver. Dans ce deuxième cas, le thread doit attendre. S'il y a utilisation d'attente passive, alors le (ou les) thread n'utilise pas de temps processeur en attendant de pouvoir entrer dans la section critique.
L'utilisation de l’attente passive permet de laisser la ressource processeur disponible à un autre thread. Un exemple d'utilisation de l'attente passive dans le cas des techniques de synchronisation est l'utilisation de sémaphores. Une autre manière de mettre un thread en attente passive est d'utiliser la notion de mise en sommeil du thread.
L'attente passive, bien que permettant à une autre tâche de prendre la main, doit être évitée si le temps d'attente prévu est inférieur à la durée de la commutation de contexte ; dans ce genre de cas, l'attente active est plus efficace. Dans le cadre de système multiprocesseurs, il est parfois nécessaire d'utiliser de l'attente active au lieu de l'attente passive.